# Aleksander Klumberg
Aleksander Klumberg   (Tallinn, 17 d'abril de 1899 - Tallinn, 10 de febrer de 1958), a partir de 1936 Kolmpere, va ser un decatleta estonià que va competir durant les dècades de 1910 i 1920.
Klumberg s'inicià en l'atletisme cap a 1912, i entre 1915 i 1917 va posseir diversos rècords russos en proves de salt i llançament. A més de l'atletisme, va guanyar tres títols estonians de bandy. Entre 1918 i 1919 va lluitar com a voluntari a la Guerra d'Independència d'Estònia. El 1922 fou el primer atleta en posseir el rècord oficial del decatló, tot i que amb una puntuació inferior al registre obtingut per Jim Thorpe als Jocs d'Estocolm de 1912.
El 1920 va prendre part en els Jocs Olímpics d'Estiu d'Anvers, on disputà tres proves del programa d'atletisme. Fou cinquè en el llançament de javelina, vuitè en el pentatló i abandonà en el decatló. Als Jocs de 1924 de París guanyà la medalla de bronze en el decatló i fou dissetè en el llançament de javelina.
Va treballar com a professor d'educació física amb l'exèrcit d'Estònia (1919-20), escoles militars (1924-26) i escoles de policia (1927 i 1942-44). També va formar els equips nacionals d'atletisme de Polònia (1927-32) i Estònia. Durant la Segona Guerra Mundial fou arrestat el 1944 pel NKVD i empresonat a l'Extrem Orient Soviètic fins al 1956. És enterrat al cementiri de Rahumäe de Tallinn.

## Millors marques
- Decatló. 6.087 punts (1922)
- Llançament de javelina. 63,60 metres (1935)[2][3]